# Công sứ
Công sứ là Đại diện ngoại giao đứng đầu công sứ quán và được bổ nhiệm làm đại diện cho nước cử trước nguyên thủ quốc gia của nước tiếp cận theo quy định của luật quốc tế. Công sứ thuộc cấp ngoại giao cao cấp được phong cho những công chức ngành ngoại giao đáp ứng được những tiêu chuẩn nhất định.
Theo hệ thống cấp bậc ngoại giao được thiết lập bởi Công ước Viên (1815), một công sứ là một nhà ngoại giao của tầng lớp thứ hai có quyền lực toàn quyền, tức là, toàn quyền đại diện cho chính phủ. Tuy nhiên, các công sứ không phục vụ như là đại diện cá nhân của người đứng đầu nhà nước của họ. Cho đến thế kỷ 20, hầu hết các phái bộ ngoại giao đều là các đoàn đứng đầu bởi các nhà ngoại giao cấp bậc của phái viên. Các đại sứ chỉ được trao đổi giữa các cường quốc, đồng minh thân cận và các chế độ quân chủ liên quan.
Sau thế chiến II, người ta không chấp nhận được đối xử với một số quốc gia như kém hơn những quốc gia khác, được đưa ra bởi học thuyết bình đẳng của Liên Hợp Quốc về các quốc gia có chủ quyền. Cấp bậc của công sứ dần dần trở nên lỗi thời khi các nước nâng cấp quan hệ của họ lên cấp đại sứ. Hàm công sứ vẫn còn tồn tại vào năm 1961, khi Công ước Viên về quan hệ ngoại giao được ký kết, nhưng nó đã không tồn tại trong thập niên này. Các quốc gia còn lại của Mỹ cuối cùng, tại các nước thuộc Khối hiệp ước Warsaw của Bulgaria và Hungary, đã được nâng cấp thành các đại sứ quán vào năm 1966.